# Сан Дамазо (Модена)
Сан Дамазо (итал. San Damaso) је насеље у Италији у округу Модена, региону Емилија-Ромања.
Према процени из 2011. у насељу је живело 2834 становника. Насеље се налази на надморској висини од 41 м.